# Vass József (építészmérnök)
Vass József (Arad, 1867. május 20. – Budapest, 1951. március 10.) építészmérnök, feltaláló.

## Életútja
Vass István és Dellevaux Ernesztin fiaként született. Tanulmányait a budapesti és a karlsruhei műegyetemen végezte, utóbbin szerezte meg építészmérnöki diplomáját. Felesége Nikolits Erzsébet volt.
Halálát aggkori végelgyengülés okozta.

## Szabadalmai
- 1908-ban szabadalmaztatta új betonépítési eljárását, az ún. betonágyút (beton gun), más néven a „torkret” eljárást, amelynek segítségével különlegesen tömör és nagy szilárdságú bevonatok készíthetők. Az eljárás lényege, hogy a híg beton keveréket nagy légnyomással a betonozandó felületre fújják és ezáltal tetszés szerinti vastagságot érhetnek el.[3] Ezt az eljárást továbbfejlesztette: megalkotta a „centribeton” eljárást, amellyel üreges forgási testek (betoncsövek stb.) készíthetők.
- A könnyűbeton előállítására szolgáló módszerét 1916-ban szabadalmaztatta, ez szerte a világon elterjedt, és alapjául szolgált a későbbi könnyűbeton-készítő eljárásoknak.[4]
- Egyéb találmányai: habarcsszállító gép, habarcspermetező stb.
- Eljárásaival nagyban hozzájárult a betongyártás fejlődéséhez.[5]